# Vaittausjärvi
Vaittausjärvi är en sjö i Finland. Den ligger i kommunen Rovaniemi i landskapet Lappland, i den norra delen av landet, 700 km norr om huvudstaden Helsingfors. Vaittausjärvi ligger 120,3 meter över havet. Arean är 29,9 hektar och strandlinjen är 2,79 kilometer lång. Sjön  ingår i Kemi älvs huvudavrinningsområde. 